# Die zwei Gesellen
Das Gedicht Die zwei Gesellen wurde im Jahr 1818 von Joseph von Eichendorff verfasst. Es wird teilweise auch unter dem Titel „Frühlingsfahrt“ geführt und ist unter diesem Namen 1840 von Robert Schumann vertont worden (op. 45 no. 2  in „Romanzen und Balladen“).

## Text
Die zwei Gesellen
Es zogen zwei rüst’ge Gesellen

Zum erstenmal von Haus,

So jubelnd recht in die hellen,

Klingenden, singenden Wellen

Des vollen Frühlings hinaus.

Die strebten nach hohen Dingen,

Die wollten, trotz Lust und Schmerz,

Was Rechts in der Welt vollbringen,

Und wem sie vorübergingen,

Dem lachten Sinnen und Herz. –

Der erste, der fand ein Liebchen,

Die Schwieger¹ kauft’ Hof und Haus;

Der wiegte gar bald ein Bübchen,

Und sah aus heimlichem Stübchen

Behaglich ins Feld hinaus.

Dem zweiten sangen und logen

Die tausend Stimmen im Grund²,

Verlockend’ Sirenen, und zogen

Ihn in der buhlenden Wogen

Farbig klingenden Schlund.

Und wie er auftaucht’ vom Schlunde,

Da war er müde und alt,

Sein Schifflein das lag im Grunde,

So still war’s rings in die Runde,

Und über die Wasser weht’s kalt.

Es singen und klingen die Wellen

Des Frühlings wohl über mir;

Und seh ich so kecke Gesellen,

Die Tränen im Auge mir schwellen –

Ach Gott, führ uns liebreich zu dir!

Anmerkungen:

1 Schwieger: Schwiegermutter

2 Grund: Abgrund, Tiefe

## Interpretation

### Einleitender Überblick
Zunächst (I bis V) wird eine Geschichte erzählt, deren Hauptpersonen zwei Gesellen sind. Darunter kann man sich zwei junge Männer vorstellen, die ihre berufliche – wahrscheinlich handwerkliche – Grundausbildung abgeschlossen haben und sich nun in der Welt erproben und Erfahrungen sammeln wollen. Das Wort 'Geselle' konnte in früheren Sprachstufen aber auch einfach nur 'Bursche' oder 'Gefährte' bedeuten. Die beiden begeben sich gemeinsam auf die Wanderschaft und gehen später getrennte Wege. In der letzten Strophe kommentiert ein lyrisches Ich die unterschiedlichen Schicksale.
Das Gedicht besteht aus sechs fünfzeiligen Strophen mit dem Reimschema [abaab], wobei jeweils die drei Zeilen mit den a-Reimen klingende Kadenzen haben (z. B. Gesellen/hellen/Wellen) und die mit den b-Reimen stumpfe (z. B. Haus/aus). So liegt dem gesamten Text ein grundsätzlicher Wechsel aus Vorwärtsdrängen und leichtem Einhalten zugrunde. Wegen des überzähligen Verses mit klingendem a-Reim überwiegt das dynamische Element. Alle Verse haben drei Hebungen, die Senkungen sind teils zweisilbig (z. B. Es zogen zwei rüstge Gesellen …) teils einsilbig (z. B. … Zum ersten Mal von Haus …); man kann also von daktylischen und jambischen Versfüßen sprechen, sodass sich auch in dieser Hinsicht ein Wechsel ergibt, und zwar zwischen fast tänzerischem Schwung und einem ruhigeren, festeren Schritt.
Die beschriebenen Phänomene zeigen auf, dass ein enger Zusammenhang zwischen inhaltlichen und formalen Elementen besteht, sodass man sie nicht getrennt voneinander betrachten sollte.

### Einzelanalyse der sechs Strophen

#### Ausgangssituation (I und II)
Die erste Strophe, die den Aufbruch der Gesellen schildert, ist von Schwung und Enthusiasmus geprägt. Es ist Frühling; die Kälte und die Dunkelheit des Winters sind endlich überwunden, sodass man der monotonen Enge des Hauses entfliehen kann. Für die beiden Protagonisten geht es darüber hinaus um die Lösung aus festen Bindungen und Gewohnheiten. Ihnen eröffnen sich weite Perspektiven, und zwar sowohl im räumlichen als auch im zeitlichen Sinne, denn die Welt und die Zukunft liegen vor ihnen. Ihr Jubel über die neu gewonnene Freiheit steht im Einklang mit dem Überschwang der Natur.
Dies alles spiegelt sich in den formalen Mitteln wider: Die Vokale sind überwiegend hell, die Enjambements beschleunigen das Tempo, die Wellen symbolisieren Dynamik, die Attribute suggerieren Fülle, besonders der Schlagreim der Partizipien klingenden, singenden (I, 4). Das etwas altmodische Adjektiv rüstig (I, 1), das die beiden Gesellen charakterisiert, ist hier in seiner ursprünglichen Bedeutung zu verstehen: Sie sind gut gerüstet für das, was ihnen begegnen wird, sie sind den Anforderungen, die auf sie zukommen, gewachsen.
Die zweite Strophe zeigt, dass es ihnen nicht nur um die Freiheit von etwas geht, also die Befreiung von Einengungen und Zwängen, sondern dass für sie ausdrücklich die Freiheit zu etwas im Vordergrund steht, also die Möglichkeit, etwas Konstruktives zu leisten. Dieser Aspekt wird durch die Anapher und den parallelen Satzbau in den ersten beiden Zeilen deutlich hervorgehoben: Die strebten … / Die wollten … (II, 1/2). In dieser Hinsicht wirken sie ernsthafter als der Taugenichts in Eichendorffs gleichnamiger Erzählung, der ziemlich leichtfertig reagiert, als sein Vater ihn vor die Tür setzt: „Nun, … wenn ich ein Taugenichts bin, so ists gut, so will ich in die Welt gehen und mein Glück machen.“ Die beiden Gesellen dagegen streben nach hohen Dingen (II, 1); sie haben offensichtlich Ideale, die über die Befriedigung der eigenen Bedürfnisse hinausgehen. Die Formulierung Was Rechts in der Welt vollbringen (II, 3) unterstützt einerseits diesen hohen Anspruch, relativiert ihn aber zugleich ein wenig, denn etwas Rechtes ist etwas Ordentliches, etwas Realisierbares, nicht unbedingt etwas Außergewöhnliches und Geniales. So ergibt sich eine Ausgewogenheit zwischen idealistischem und realistischem Streben. Wer die beiden Gesellen sieht, betrachtet sie wohlgefällig (II, 4/5), und so befinden sie sich nicht nur im Einklang mit sich selbst und der Natur (vgl. I, 3–5), sondern sie erfahren darüber hinaus auch gesellschaftliche Akzeptanz. Man kann also ihre Ausgangssituation in jeder Hinsicht als äußerst günstig bezeichnen.
Lediglich die Formulierung trotz Lust und Schmerz (II, 2) enthält eine kleine Einschränkung: Interessant ist dabei die Parallelisierung von Lust und Schmerz, die normalerweise eher als Gegensätze betrachtet werden. Die Gemeinsamkeit besteht darin, dass sie eine grundsätzliche Schwäche der menschlichen Natur darstellen, die sich durch vorübergehende Gefühle und Befindlichkeiten – seien sie positiv oder negativ – zu leicht von vorgesteckten Zielen abbringen lässt. Wenn also hier eine ganz leichte Besorgnis in Bezug auf das spätere Schicksal der beiden Gesellen aufkommt, so betrifft sie nicht diejenigen Hindernisse und Gefahren, die ihnen in der Außenwelt begegnen könnten, sondern sie bezieht sich auf das, was jedem Menschen immanent ist, ihm also von innen, von seinem eigenen Wesen her droht.

#### Unterschiedliche Lebenswege (III bis V)
Schon bald trennen sich die Wege der beiden Gefährten, was nicht negativ gewertet zu werden braucht, weil solche Trennungen zu den natürlichen Elementen der Ablösungsphase gehören, in der die beiden Protagonisten sich befinden.
Dritte Strophe: Der Weg des ersten Gesellen scheint schnell in einem Erfolg zu münden, der dem anspruchsvollen Streben gerecht wird, denn die Liebe (III, 1) ist ein hohes Ideal; die Gründung einer Familie (III, 3) und die Bewirtschaftung eines Hofes sind etwas Rechts. Die Rolle der Schwiegermutter lässt allerdings leichte Bedenken aufkommen (III, 2): War da ein wenig Bestechung ihrerseits und ein wenig materialistischer Opportunismus von Seiten des ersten Gesellen im Spiel? Auf der inhaltlichen Ebene findet man keine weiteren Hinweise, die bei der Entscheidung helfen; aber die Analyse der formalen Mittel führt zu einem wenig erfreulichen Ergebnis: Die Diminutivformen (Liebchen, Bübchen, Stübchen; III, 1/3/4) ironisieren den Lebensstil und ziehen ihn ins Lächerliche; die Unreinheit der Reime (Trübung des hohen, reinen „i“ zum „ü“) lassen die Echtheit der Liebe fragwürdig erscheinen; die Dynamik der eingangs beschriebenen Wellen (I, 4) wird auf das Wiegen des Kindes (III, 3) reduziert. Der kurzatmige Zeilenstil überwiegt: Es findet sich nur ein einziges schwaches Enjambement (III, 4/5), das dazu dient, den recht begrenzten Blick aus heimlichem Stübchen … ins Feld hinaus zu illustrieren. Dieser Geselle hat einen zu kurzen Bogen geschlagen, was sich auch in der Wiederaufnahme von Reimwörtern widerspiegelt (III b entspricht I b: Haus/hinaus). Er ist direkt aus der Geborgenheit des Elternhauses (I, 2) in die Gemütlichkeit des von der Schwiegermutter gekauften Hauses (III, 2) gezogen, um sich dort zu etablieren, und er ist völlig zufrieden mit seiner gesicherten Existenz und seiner festen Einbindung in die Familie. Dieses Glück würde man ihm vielleicht gönnen, wenn er seine Ideale (II, 1–3) nicht so leicht und schnell verraten hätte, ohne sich dessen überhaupt bewusst zu werden.
Vierte Strophe: Die Rolle, die beim ersten Gesellen das Liebchen und die Schwieger spielen, übernehmen beim zweiten Gesellen die Sirenen (IV, 3), deren betörendem Gesang sogar der kluge und erfahrene Odysseus nur dadurch widerstehen konnte, dass er sich von seinen Gefährten am Mast des Schiffes fest binden ließ. Der naive Geselle im vorliegenden Gedicht aber unterliegt ihren Verlockungen.
Die symbolische Bedeutung der Sirenen bezieht sich nicht nur auf den sinnlichen Bereich, es gibt durchaus auch geistige Verführungen; so können die Sirenen als verkleidete Ideale auftreten, die „hohen Dinge“ können zu gefährlichen Ideologien pervertiert sein. Es gelingt also auch dem zweiten Gesellen nicht, seine ursprünglichen Pläne zu realisieren, dennoch legt er wohl den weiteren Weg zurück und dementsprechend wird auch der Darstellung seines Schicksals mehr Raum gewidmet, nämlich zwei Strophen. In IV werden die dynamischen Elemente der ersten Strophe aufgegriffen und variiert. Sein Leben ist reicher, bunter, dynamischer, abenteuerlicher als das seines ehemaligen Gefährten. Das spiegelt sich in den extrem starken Enjambements und in der Fülle von Attributen wider, die noch etwas stärker als in I in Form von Partizipien auftreten. Das akustische Element, das in III völlig fehlt, taucht in gesteigerter Form wieder auf und gipfelt in der Synästhesie farbig klingend (IV, 5), sodass ein ganzheitliches Erlebnis aus Bewegung, Farbe und Klang entsteht. Zugleich aber wächst die Gefahr: Die dynamischen Wellen (I, 4) werden zu bedrohlichen Wogen (IV, 4), der durchgängige Hakenstil illustriert die Sogwirkung, das Überwiegen von dunklen Vokalen suggeriert Unheil und Untergang. Zu welcher erbarmungslosen Enge sich schließlich die Welt für ihn reduziert, verdeutlichen die harten b-Reime Grund/Schlund. Er ist in eine Falle geraten, und als sie sich wieder öffnet und ihn freigibt, was sich in der Milderung der Reime widerspiegelt (Grunde/Schlunde V, 1/3), ist es zu spät.
Die fünfte Strophe beschreibt dieses Scheitern des zweiten Gesellen, welches ihm – im Gegensatz zum ersten Gesellen – deutlich bewusst wird. Es ist ihm nicht gelungen, Herr über sein Leben zu werden und es in sinnvolle Bahnen zu lenken. Der Schwung ist zerstört, der Lebensmut ist gebrochen. Das spiegelt sich darin wider, dass nun – abgesehen von einem einzigen „müden“ Enjambement (V, 1/2) – der Zeilenstil benutzt wird. Das Bild des Seefahrers führt der Dichter fort, indem er von Schifflein (V, 3) spricht. Im Gegensatz zum Stübchen (III, 4) des ersten Gesellen hat die Diminutivform hier aber keinen ironischen Unterton, sondern wirkt eher mitleidig und traurig. Während man also die dritte Strophe geradezu als Parodie auf die Hochstimmung des Anfangs betrachten könnte, wird man hier mit einer Tragödie konfrontiert: Selbstvertrauen, Einklang mit der Natur und gesellschaftliche Akzeptanz sind verloren; es bleiben Resignation (V, 2), Kälte (V, 5) und Einsamkeit (V, 4). Besonders eindrucksvoll ist der Hinweis auf die Stille, die in bitterem Kontrast steht zu dem Jubeln, Singen und Klingen, das eingangs geschildert wird. Durch das einleitende „so“ weist Eichendorff ausdrücklich auf den Bezug hin: So jubelnd … – So still … (I,3–V,4). Positiv werten lässt sich das Bewusstsein des Scheiterns: Der zweite Geselle ist zwar physisch und psychisch zerstört, hat jedoch eine höhere Reflexionsstufe erreicht als der erste.

#### Kommentar des lyrischen Ich (VI)
Die sechste Strophe hebt das Geschehen auf eine andere Ebene, da nun das lyrische Ich, das sich bisher auf die Beschreibung der Handlung beschränkt hat, in Erscheinung tritt und seinen Kommentar abgibt. Zugleich greift diese letzte Strophe auf den Anfang des Gedichtes zurück; sie stellt das Gegenstück zur ersten dar, und zwar in einer fast spiegelbildlichen Verkehrung, sodass es zu einer doppelten Umrahmung des gesamten Gedichtes kommt: Den inneren Rahmen bilden I, 3–5  und VI, 1/2: Hier wird der Frühling geschildert, der repräsentativ für die Welt steht. Der äußere Rahmen wird durch I, 1/2 und VI, 3–5 gebildet und befasst sich mit dem Aspekt von Aufbruch und Heimkehr. Die deutlichen inhaltlichen und die kaum merklichen stilistischen Unterschiede, die sich bei aller Ähnlichkeit ergeben, manifestieren die Weltanschauung des lyrischen Ich.
In I sind die Gesellen die Handlungsträger (abgesehen von dem vorgezogenen grammatischen Subjekt es), sie wandern hinaus in die Wellen des Frühlings, die also eine Ortsangabe darstellen. An der entsprechenden Stelle in VI werden dagegen die Wellen zum Handlungsträger, während der Mensch – hier das lyrische Ich – in die Ortsangabe verdrängt wird. In I werden die Gesellen als rüstig bezeichnet, in VI dagegen als keck, die Einschätzung hat sich also sehr geändert: Die Welt ist entschieden mächtiger, als sie auf den ersten Blick scheinen mag, und wer meint, seinen Lebensweg souverän wählen und gestalten zu können, überschätzt sich selbst und ist hybrid (Hybris). So wird also durch stilistische Feinheiten bereits angedeutet, was dann durch die Tränen des lyrischen Ich illustriert wird. Die Schlüsselfrage „Worüber weint das lyrische Ich?“ lässt sich so beantworten: Die Tränen gelten nicht nur dem unglücklichen zweiten Gesellen, sondern auch dem ersten, der bedauernswert ist, obwohl er sich selbst für glücklich hält.
Darüber hinaus gilt die Wehmut des lyrischen Ich allen Gesellen (VI, 3); und das abschließende Stoßgebet zeigt dann, dass die Gesellen hier repräsentativ für alle Menschen stehen, denn in die Bitte Ach Gott, führ uns liebreich zu dir! (VI, 5) schließt das lyrische Ich sich selbst ausdrücklich mit ein – und wenn man über die fiktive Ebene des Gedichtes hinausgeht, sogar den Leser.

### Übergreifende Gesamtdeutung
Während es also zunächst nur um zwei Einzelschicksale zu gehen scheint, stellt sich am Schluss heraus, dass es tatsächlich um die grundsätzliche Gefährdung des Menschen in der irdischen Welt geht. Der tief religiöse Eichendorff sieht die Einkehr – im Grunde sogar Rückkehr – in die himmlische Heimat als eigentliches Ziel und erbittet von Gott eine liebevolle Führung auf dem Weg dorthin.
Aber auch für den weniger oder gar nicht religiösen Leser ist die Darstellung relevant, denn die Grundproblematik ist allgemeingültig und weder an eine bestimmte Religion noch an eine historische Epoche gebunden. Es geht um zwei menschliche Grundtendenzen, nämlich um das Bedürfnis nach Sicherheit und die Sehnsucht nach Freiheit, die so gegensätzlich sind, dass sie sich nur schwer vereinen lassen. Wer den Aspekt der Sicherheit in den Vordergrund stellt, geht feste Bindungen ein und verhält sich möglichst gesellschaftskonform. Die Geborgenheit, die man gewinnt, bezahlt man aber vielfach mit einer Enge und Monotonie, die zu einer Art Gefangenschaft werden und zur Stagnation führen können. Ist einem dagegen die Freiheit wichtiger, so eröffnen sich unendliche Möglichkeiten und der dynamischen individuellen Entwicklung sind keine Grenzen gesetzt, aber man ist gefährdet und es drohen Chaos und Untergang. Am Schicksal der beiden Gesellen werden zwei Extremfälle dargestellt, die zum Scheitern verurteilt sind. Oskar Seidlin formuliert das folgendermaßen: „In keinem anderen Eichendorffschen Gedicht sind die Bedrohungen wahrer menschlicher Existenz: engumzirktes Philisterium und allentgrenzender Selbstverlust, Sich-Verliegen und Sich-Verlieren, so scharf nebeneinandergestellt …“ (S. 173/174). Die Hoffnung besteht darin, dass es dem Menschen gelingt, einen gangbaren Weg zwischen den Extremen zu finden. Das lyrische Ich belässt es bei der Bitte an Gott; der Dichter Eichendorff jedoch ist bei allem Gottvertrauen nicht so naiv, dass er meint, der Mensch könne sein Schicksal gänzlich in Gottes Hand geben und selbst die Hände in den Schoß legen. Durch sein eigenes Leben demonstriert er den sehr aktiven Versuch, einen Kompromiss zu finden zwischen dem Leben als Bürger und dem als Künstler. Aber er ist sich der existenziellen Gefährdung des Menschen immer bewusst und weiß, dass die eigenen Versuche nur gelingen können, wenn eine gütige und gnädige Vorsehung Beistand leistet.
Im vorliegenden Gedicht finden sich Anzeichen dafür, dass Freiheit und Dynamik bei aller Gefährdung ein wenig höher eingestuft werden als die Sicherheit, bei der die Stagnation droht. Das zeigt sich einmal darin, dass bei den fünfzeiligen Strophen jeweils die klingenden, also dynamischeren Reime gegenüber den stumpfen in der Überzahl sind, und zwar im Verhältnis drei zu zwei. Außerdem sind dem zweiten Gesellen zwei Strophen statt nur einer gewidmet und sein Schicksal wird nicht ironisiert wie das des ersten, sondern als tragisch empfunden. Diese Akzentuierung kann man als typisch für die Romantiker bezeichnen, die dazu neigen, den engstirnigen und selbstzufriedenen Philister bzw. Spießbürger gering zu schätzen.

## Bezüge

### Biografische Bezüge
Einerseits studierte Eichendorff Jura, wurde Beamter und gründete eine Familie; andererseits begann er schon in jungen Jahren mit dem Schreiben. Er kannte also beide Lebensformen mit ihren positiven und negativen Seiten und vor allem auch die Mühe, die es kosten kann, beide zu vereinen. Die Jahre zwischen dem Schulabschluss und seiner Heirat (1805–1815) könnte man in übertragenem Sinne als seine Gesellen- oder Wanderjahre bezeichnen (vgl. Eichendorff, Leben).

### Literarische Bezüge
In seinen Werken greift Eichendorff sowohl das Motiv des Wanderns als auch den Kontrast zwischen den gegensätzlichen Lebensformen immer wieder auf. Letzteres gilt besonders auch für seinen Zeitgenossen E. T. A. Hoffmann, der ebenfalls Jurist war und im Staatsdienst tätig. Wolfgang Nehring sagt in seinem Buch über die beiden „Spätromantiker“: „Beide sind beruflich an ein Amt gefesselt und sehnen sich aus der bürgerlichen Existenz hinaus in das Reich der Poesie. Der Gegensatz zwischen dem Philister und dem romantisch-künstlerischen Menschen ist ein Zentralproblem bei dem einen wie bei dem anderen.“ (S. 11)
Den Gegensatz zwischen dem Typ des ersten Gesellen und dem des zweiten beschreibt Eichendorff im ersten Kapitel des Romans „Dichter und ihre Gesellen“ (1834) mit vielen anschaulichen Details:
Auf dem Weg nach Italien besucht der Dichter Fortunat seinen ehemaligen Studienfreund Walter, der Beamter geworden ist. Dieser wohnt in einem „Häuschen am Markte“, sitzt in seiner „stille(n) Stube … im Schlafrock am Schreibtische neben großen Aktenstößen, Tabaksbüchse, Kaffeekanne und eine halbgeleerte Tasse vor sich.“ Als Fortunat ihm vorschlägt, ein Glas Wein im Freien zu trinken, hat Walter „Bedenken: das sei hier nicht gewöhnlich, man werde in kleinen Städten zu sehr bemerkt.“ Schließlich fordert der Dichter den Beamten sogar zum Mitreisen auf: „Was hindert denn zum Exempel dich, alle den Ballast von Vor-, Neben- und Rücksichten frisch wegzuwerfen, und frei mit mir in das offene Meer zu stechen? – Das nennt man Pflichttreue; als hätte der Mensch nicht auch die höhere Pflicht, sich auf Erden auszumausern und die schäbigen Flügel zu putzen zum letzten, großen Fluge nach dem Himmelreich, das eben auch nicht wie ein Wirtshaus an der breiten Landstraße liegt, sondern treu und ernstlich und mit ganzer, ungeteilter Seele erstürmt sein will.“
In den Werken Eichendorffs und Hoffmanns gehören die Protagonisten vorwiegend zum Typ des zweiten Gesellen. Während bei Hoffmann ein märchenhaft glücklicher Ausgang für diesen zwar möglich ist (z. B. für Anselmus in Der goldene Topf), muss er doch weitaus öfter die Elemente des Verwirrenden, Dämonischen, Gefährlichen – sei es von innen oder von außen – bis zum äußersten Extrem erfahren und geht nicht selten daran zugrunde (wie z. B. Nathanael in Der Sandmann (Hoffmann)). Zwar finden sich auch bei Eichendorff Beispiele für das Scheitern (z. B. Otto in „Dichter und ihre Gesellen“). Den Protagonisten gelingt es aber vielfach trotz aller Gefährdungen und Umwege, eine Lebensform zu finden, in der sie weder zum Philister werden noch untergehen. So hat z. B. Florio (in Das Marmorbild) ganz ähnliche Verführungserlebnisse wie Otto bei E. T. A. Hoffmann, bei ihm gelingt jedoch die Rettung.
Grundsätzlich kann man sagen, dass die Protagonisten aller Entwicklungsromane im weitesten Sinne „Gesellen“ sind und – mit wechselndem Erfolg – versuchen, einen für sie gangbaren Weg zwischen den Extremen zu finden.

### Musikalische Bezüge
Die bedeutendste Vertonung des Textes von Eichendorff stammt von Robert Schumann unter dem Titel "Frühlingsfahrt" (Op. 45 Nr. 2). Das Motiv des Gesellen findet sich auch in bekannten Liederzyklen (Die schöne Müllerin und Winterreise von Franz Schubert, Lieder eines fahrenden Gesellen von Gustav Mahler). Diese Form ist durch die Kombination von Wort und Musik besonders dazu geeignet, die intensive Darstellung punktueller, gleichsam exemplarischer Zustände im Rahmen einer übergreifenden Gesamtentwicklung darzustellen. In den aufgeführten Beispielen ist die unglückliche Liebe entweder das Hauptthema oder zumindest der Anlass bzw. Grund, woraus sich die weiteren Probleme ergeben. Das gilt insbesondere für das Problem, das für den Gesellen typisch ist: Er muss versuchen, einen Platz in der Gesellschaft zu finden, der sich zugleich mit seinen individuellen Neigungen, Fähigkeiten und Zielen vereinbaren lässt, sodass ein Einklang zwischen dem einzelnen Menschen und der Welt möglich ist. Das gelingt in den genannten Beispielen nicht; der Weg dieser Gesellen führt in Einsamkeit, Resignation, Tod.